# 耀祐
耀祐（英語：Yiu Yau，代號M20）是香港元朗區議會下轄的選區，現有選區屬第二代，2015年設立，2023年取消，末任區議員為民主黨成員伍軒宏。

## 範圍
選區位於天水圍新市鎮南部，包括天祐苑祐泰閣及天耀(二)邨，與其接壤的選區包括天耀、嘉湖南以及慈祐，投票站設於天水圍官立中學。

## 沿革
1993年港督彭定康推行政改方案改革區議會，取消所有委任議席及雙議席選區，全面實行單議席單票制，並改由選區分界及選舉事務委員會制定，區議會選區數目亦隨人口變動而大幅增加，基於天耀邨全面入伙，以天耀(一)邨（耀興樓除外）和天祐苑歸入耀祐選區，天耀(二)邨和耀興樓劃入天耀選區。
1994年區議會選舉，耀祐選區由港同盟的張賢登對上未加入民建聯的鄉事派梁志祥對壘，結果由梁志祥以七成得票勝出。同時由於天耀選區由民建聯黃祥光勝出，建制派成功控制天耀邨的兩個議席，而梁氏則於1997年加入民建聯。1999年區議會選舉，梁志祥黃祥光分別出選耀祐、天耀選區，由於未有其他候選人，二人自動當選。
2003年區議會選舉，由於八萬五建屋計劃的關係，大量公屋和居屋在天水圍落成，導致大量人口遷入因而要騰出選區以應付，原有耀祐、天耀選區由南北分界改為以天水圍官立中學東西分界，西面稱為天耀選區，東面則與天慈選區合併為慈祐選區代替第一代耀祐選區，天盛苑則劃出為天盛選區，梁志祥轉往天耀選區爭取連任，而黃祥光則轉到慈祐選區參選，結果梁氏成功連任至2019年，黃氏2003年敗選後卻未有參選。
2015年區議會選舉，選舉事務處因應元朗區人口增加而將其中一個新增選區設立第二代耀祐選區，包括整條天耀(二)邨及天祐苑祐泰閣。選舉由天耀選區梁志祥的助理馬淑燕對上慈祐選區陳美蓮的助理王佩賢，結果由馬以五成半得票勝出。
2019年區議會選舉，選區維持不變，選舉由馬淑燕對上民主黨立法會議員鄺俊宇助理伍軒宏，伍以勤奮見稱，於邨內爭取不少建設，結果由伍以六成二得票（即得4,027票）大勝馬淑燕。而伍軒宏當選年齡為22歲，成為是屆元朗區議會天水圍南最年輕當選人。2021年10月21日，政府公佈最後一批區議員宣誓結果，連同伍軒宏在內的16人宣誓無效需即時離任，並且在5年內不得參與各級選舉。結束伍軒宏的區議員生涯。

## 歷屆議員
| 屆別                   | 議員                 | 政治聯繫             | 政治聯繫             |
| ---------------------- | -------------------- | -------------------- | -------------------- |
| 1994年－1999年         | 梁志祥               |                      | 民建聯 · 新 新社聯   |
| 2000年－2003年         | 梁志祥               |                      | 民建聯 · 新 新社聯   |
| 2004年－2007年         | 被併入天耀及慈祐選區 | 被併入天耀及慈祐選區 | 被併入天耀及慈祐選區 |
| 2008年－2011年         | 被併入天耀及慈祐選區 | 被併入天耀及慈祐選區 | 被併入天耀及慈祐選區 |
| 2012年－2015年         | 被併入天耀及慈祐選區 | 被併入天耀及慈祐選區 | 被併入天耀及慈祐選區 |
| 2016年－2019年         | 馬淑燕               |                      | 民建聯 · 新 新社聯   |
| 2020年－2021年10月20日 | 伍軒宏               |                      | 民主黨               |
| 2021年10月21日－2023年 | 懸空                 | 懸空                 | 懸空                 |

## 歷屆選舉結果
| 政党   | 政党             | 候选人    | 票数  | %     | ±      |
| ------ | ---------------- | --------- | ----- | ----- | ------ |
|        | 民建聯/新 新社聯 | ①. 馬淑燕 | 2,444 | 37.77 | ▼17.79 |
|        | 民主黨           | ②. 伍軒宏 | 4,027 | 62.23 | 不適用 |
| 多数票 | 多数票           | 多数票    | 1,583 | 24.46 | ▲11.98 |

| 政党   | 政党             | 候选人    | 票数  | %     | ±      |
| ------ | ---------------- | --------- | ----- | ----- | ------ |
|        | 民建聯/新 新社聯 | ①. 馬淑燕 | 1,584 | 55.79 | 不適用 |
|        | 獨立             | ②. 王佩賢 | 1,255 | 44.21 | 不適用 |
| 多数票 | 多数票           | 多数票    | 329   | 11.58 | 不適用 |

| 政党   | 政党             | 候选人 | 票数     | %      | ±      |
| ------ | ---------------- | ------ | -------- | ------ | ------ |
|        | 民建聯/新 新社聯 | 梁志祥 | 自動當選 | 不適用 | 不適用 |
| 多数票 | 多数票           | 多数票 | 不適用   | 不適用 | 不適用 |

| 政党   | 政党         | 候选人 | 票数  | %     | ±      |
| ------ | ------------ | ------ | ----- | ----- | ------ |
|        | 新界社團聯會 | 梁志祥 | 2,189 | 70.66 | 新選區 |
|        | 港同盟/匯點  | 張賢登 | 909   | 29.34 | 新選區 |
| 多数票 | 多数票       | 多数票 | 1,280 | 41.32 | 新選區 |

## 資料來源
1. ↑   (PDF). 香港特區政府憲報.   [2019-12-05]. （原始内容存档 (PDF)于2019-12-05）.
2. ↑   (PDF). 香港特區政府憲報.   [2019-12-05]. （原始内容 (PDF)存档于2020-08-20）.
3. ↑  . 香港特區政府憲報. 2019-09-24  [2019-12-05]. （原始内容存档于2019-12-05）.
4. ↑  總選舉事務主任李柏康.  (PDF). 香港特區政府憲報. 2015-10-30  [2015-09-25]. （原始内容存档 (PDF)于2015-11-22）.
5. ↑  . 香港特別行政區新聞公報. 2021-10-08  [2021-10-22]. （原始内容存档于2021-10-11）.